# Peter Cattaneo
Pour les articles homonymes, voir Cattaneo.
Peter Cattaneo, né le 30 novembre 1964 à Twickenham (Grand Londres) en Angleterre, est un réalisateur, scénariste, producteur et monteur britannique.

## Filmographie

### Comme réalisateur
- 1990 : Dear Rosie
- 1992 : Say Hello to the Real Dr Snide (TV)
- 1993 : Teenage Health Freak
- 1995 : Loved Up (TV)
- 1997 : Full Monty : Le Grand Jeu (The Full Monty)
- 2001 : Lucky Break
- 2005 : Le Secret de Kelly-Anne (Opal Dream)
- 2008 : The Rocker
- 2020 : The Singing Club
- 2025 : The Penguin Lessons

### Comme scénariste
- 2005 : Le Secret de Kelly-Anne (Opal Dream)

### Comme producteur
- 2001 : Lucky Break

### Comme monteur
- 1989 : Fire and Steel

## Distinctions

### Récompenses
- Hitchcock d'or au Festival du film britannique de Dinard en 1997 pour Full Monty : Le Grand Jeu.